# Come Clarity
Come Clarity (arbetsnamn Crawl Through Knives) är ett musikalbum av det svenska melodisk death metal-bandet In Flames från Göteborg.

## In Flames tionde studioalbum
Albumet utgavs den 3 februari 2006 i Europa och den 7 februari i USA. Det var tänkt att släppas under hösten 2005 men blev försenat för att bandet ville finna ett skivbolag i USA som skulle vilja släppa bandets skivor där, vilket slutligen blev Ferret Records.
Come Clarity innehåller mer gitarrharmonier och solo än de två senaste albumen av bandet, och beskrivs av både fans och bandet som en blandning av det gamla och det nya soundet. Musiken är mycket annorlunda än tidigare inspelad musik av bandet och albumet har fått bra kritik från svensk och amerikansk media.
Skivan släpptes i två olika format, den ena en vanlig cd-skiva och den andra en så kallad "special edition". På den med följer en bonus-dvd där bandet står i en studio och spelar hela albumet, förutom 'Pacing Death's Trail" och "Your Bedtime Story Is Scaring Everyone". På dvd:n finns även ett fotogalleri från inspelningen av skivan. På låten "Dead End" sjunger Lisa Miskovsky tillsammans med Anders Fridén.
Albumet nådde första platsen på både den svenska och finska topplistan efter en vecka efter släppet. På den amerikanska Billboard listan debuterade de som nummer 58 när de sålde nästan 25 000 album första veckan, och 50 000 efter en månad.
Vid Grammisgalan i januari 2007 fick In Flames priset Bästa hårdrock 2006 för albumet Come Clarity.
Come Clarity blev av Aftonbladets läsare utsedd till 00-talets bästa album.

## Låtlista
Alla låtar är skrivna och komponerade av Anders Fridén, Björn Gelotte och Jesper Strömblad. 
| Nr           | Titel                                  | Längd |
| ------------ | -------------------------------------- | ----- |
| 1.           | Take This Life                         | 3:35  |
| 2.           | Leeches                                | 2:55  |
| 3.           | Reflect the Storm                      | 4:16  |
| 4.           | Dead End                               | 3:22  |
| 5.           | Scream                                 | 3:12  |
| 6.           | Come Clarity                           | 4:15  |
| 7.           | Vacuum                                 | 3:39  |
| 8.           | Pacing Death's Trail                   | 3:00  |
| 9.           | Crawl Through Knives                   | 4:02  |
| 10.          | Versus Terminus                        | 3:18  |
| 11.          | Our Infinite Struggle                  | 3:46  |
| 12.          | Vanishing Light                        | 3:14  |
| 13.          | Your Bedtime Story Is Scaring Everyone | 5:25  |
| Total längd: | Total längd:                           | 48:06 |

## Bandsättning
- Anders Fridén – sång
- Daniel Svensson – trummor
- Peter Iwers – bas
- Jesper Strömblad – gitarr
- Björn Gelotte – gitarr

## Recensioner
- Aftonbladet 060201 (4/5)
- Expressen 060201 (4/5)